# Hiéroglyphe égyptien N13
L'étoile et demi croissant de lune en hiéroglyphes égyptiens, est classifié dans la section N « Ciel, terre, eau » de la liste de Gardiner ; il y est noté N13.

## Représentation
Il représente la combinaison d'une étoile à cinq branches très fines (hiéroglyphe N14) sur un coin supérieur de laquelle se trouve la moitié d'un croissant de lune (hiéroglyphe N11). Il est translittéré …nt (?) ou smd.t (?).

## Utilisation
| N11 · N14 |

| N11 · N14 |

| N13 | n · t | W3 |

| N13 | n · t | W3 |